# Pekmezli (Tufanbeyli)
Pekmezli ist ein Ortsteil (Mahalle) im Landkreis Tufanbeyli der türkischen Provinz Adana mit 892 Einwohnern (Stand: Ende 2024). Im Jahr 2011 hatte der Ort 999 Einwohner.